# Koitenhagen
Koitenhagen [køːtn̩ˈhaːgn̩] ist ein Teilgebiet des heutigen Greifswalder Stadtteils Groß Schönwalde und war ursprünglich eine eigenständige Ortschaft, die aus dem Gutsbezirk Koitenhagen entstanden ist.

## Geschichte

### Erstmalige Erwähnungen, Ursprung und Namensherkunft
Schriftliche Erwähnung findet Koitenhagen erstmals 1543 als Kotkenhagenn in einem Pachtextrakt des acht Jahre zuvor durch Säkularisation des Klosters Eldena entstandenen herzöglichen Amtes Eldena, dann 1577 als Kotkenhagen, 1627 als Koitkenhagen, 1634 als Kötkenhagen und schließlich 1761 als Koitenhagen.
Theodor Pyl vermutet, dass Koitenhagen identisch mit Abbeteswald ist, welches erstmals in einer Urkunde vom 29. Juli 1280 als neu angelegte grangiarum [...] Abbatisuualde, 1281 verschiedentlich als Abbatiswolt, Abbeteswolt und Abbeteswolde und – als letzte überlieferte Erwähnung – 1298 als Abbeteswald erwähnt wird. Abbeteswald oder auch Abtswalde (Wald des Abtes) könnte nach Ansicht Witkowskis zunächst die Bezeichnung eines dem Kloster Eldena bzw. dessen Abt unterstehenden Waldes gewesen sein, der dann auf die darin errichtete Grangie, den aus dieser hervorgegangenen Hof sowie die um ihn entstehende Siedlung übertragen wurde.
Der Name Koitenhagen geht nach Pyl auf einen Familiennamen zurück; Hess weist dem zustimmend auf einen Registereintrag von 1570 hin, in dem die Familie Kötzke vermerkt ist. Die Endung „-hagen“ ist dabei eine gängige Bezeichnung für Siedlungen, die in einem Hag entstanden sind.

### Die Entstehung des Gutes Koitenhagen
Das Gebiet Koitenhagens gehörte zum Amt Eldena (siehe oben), welches 1634 durch die Schenkung des letzten Pommernherzogs Bogislaw XIV. in das Eigentum der Universität Greifswald übergegangen war.
Anfang des 19. Jahrhunderts existierten auf dem koitenhäger Gebiet mehrere Höfe. Das südlich der Straße nach Anklam gelegene Gehöft kam 1844 nach Groß Schönwalde; ein weiteres Gehöft ging ein. Es verblieben Hof 1 im Westen, Hof 2 in der Mitte sowie das Förstergehöft und das Grundstück des Krugs im Osten des koitenhäger Gebietes. Die beiden verbliebenen Bauernhöfe wurden dann 1864 zu einem Gut mit einem Gesamtgebiet von 177,5 ha zusammengelegt. 1868 übernahm Feodor Heinsius das Gut Koitenhagen; Anfang des 20. Jahrhunderts befand es sich dann in der Hand der Familie Becker, die neben dem Gut Koitenhagen auch die Güter Eldena und Ladebow von der Universität gepachtet hatte.

### Koitenhagen nach dem Krieg, in der DDR und heute
Nach dem Ende des Zweiten Weltkrieges wurden die Güter Koitenhagen, Groß Schönwalde 1 und Groß Schönwalde 2 im Oktober 1945 zu Lehr- und Versuchsgütern der Universität Greifswald erklärt; 1956 wurden die Güter Koitenhagen und Groß Schönwalde dann vom Ministerium für Land- und Forstwirtschaft der DDR als Volkseigene Güter (VEG) übernommen.
Koitenhagen gehörte zunächst zur Gemeinde Groß Schönwalde, welche dann 1974 nach Greifswald eingemeindet wurde. Das gesamte eingemeindete Gebiet bildete den Stadtteil Groß Schönwalde; an Koitenhagen erinnerte lange Zeit nur noch der Name der Koitenhäger Landstraße, deren südliche Hälfte in etwa mit der Westgrenze übereinstimmt, die sich für das koitenhäger Gebiet im 19. Jahrhundert konsolidiert hatte.
Nach der Wiedervereinigung besann man sich wieder verstärkt auf die historischen Wurzeln. Die Stadt Greifswald stellte für das südöstlich der Kreuzung von Anklamer Straße und Koitenhäger Landstraße gelegene Gebiet den Bebauungsplan Nr. 58 „Gut Koitenhagen“ auf. Das geplante Neubaugebiet wurde von 1997 bis 2002 erschlossen und bietet heute als Wohngebiet „Gut Koitenhagen“ über 600 Einwohnern in Ein-, Doppel- und Reihenhäusern Wohnraum. Es umfasst zudem Straßen, deren Namen ebenfalls an das historische Koitenhagen erinnern.

## Geografie – Ausdehnung
Das Koitenhäger Gebiet umfasste – mit Veränderungen der Grenzverläufe im Einzelnen, insbesondere an der Westgrenze – das Gebiet westlich der Kreuzung von Anklamer Landstraße und Schönwalder Landstraße bis zum Universitätsforst, welcher früher zum Gut Eldena gehörte und heute zum Greifswalder Stadtteil Eldena gehört.
| Jahr         | Fläche (ha) |
| ------------ | ----------- |
| 1580         | 115,34      |
| 1697         | 115,34      |
| 1724         | 120         |
| 1787         | 186         |
| 1824         | 192,91      |
| 1864         | 209         |
| 1885         | 239         |
| 1913         | 238,72      |
| 1925         | 161,51      |
| 1946         | 238,73      |
| Quelle: Hess |             |